# Ibne Marzuque
Ibne Marzuque (1310-1379, nascido Xameçadim Abu Abedalá Maomé ibne Amade ibne Maomé ibne Maomé ibne Abacar Alajici Atilinsani (Shams al-Din Abu ʿAbd Allah Muhammad ibn Ahmad ibn Muhammad ibn Muhammad ibn Abi Bakr al-ʿAjisi al-Tilimsani) e também chamado Alcatibe (o Pregador), Aljade (o Avô) e Arrais (o Líder)), foi um proeminente estudioso do século XIV de Tremecém.

## Vida
Ibne Marzuque nasceu por volta de 1310 em Tremecém e viajou no final da adolescência para o Oriente, onde estudou com um grupo de cerca de 250 acadêmicos por quinze anos. Voltou ao Magrebe como alfaqui, ou especialista em lei islâmica. O sultão merínida Alboácem Ali ibne Otomão nomeou-o à posição de pregador na Mesquita Alubade em sua terra natal. Posteriormente tornou-se conselheiro, professor e secretário do sultão e recebeu um importante papel diplomático, negociando com governantes nas atuais Argélia e Espanha, onde concluiu um tratado de paz com o rei de Castela, Afonso XI de Castela. Com a morte de Alboácem, retornou a Tremecém, onde se envolveu em intrigas contra o novo sultão merínida Abu Inane Faris, antes de fugir à Espanha, onde foi oferecido o cargo de cátibe (pregador) na grande mesquita Alhanra em Granada. Foi chamado de volta a Fez, onde ocupou um alto cargo até que o desastroso fracasso de uma missão diplomática na Espanha o levou a ser preso por seis anos. Logo após sua libertação em 1358, se mudou para Túnis, onde Abu Salim Ibraim lhe ofereceu um alto cargo. Permaneceu lá até 1372, quando se aposentou para o Cairo durante os últimos sete anos de sua vida para servir como grão-cádi.

## Obras
Ibne Marzuque é conhecido por suas obras de estudos jurídicos, religiosos e históricos. Entre as suas mais notáveis está a história hagiográfica de 1371 do sultão Alboácem. O livro enfatiza o próprio papel de ibne Marzuque no reinado de Alboácem; procurou polir suas próprias realizações para seu autoengrandecimento. Intitulado As tradições corretas e finas sobre os atos gloriosos de nosso Mestre Alboácem (Musnad as-sahid al-hasan fi maʿathir mawlana Abi' l Hasan), o livro discute as qualidades do sultão, sua corte e as obras empreendido durante seu reinado. Ele também escreveu um kitâb al-imâma, uma definição do califado islâmico e discussão de princípios políticos e governamentais, bem como uma fahrasa (lista de professoras) extremamente volumosa que, excepcionalmente, inclui algumas mulheres eruditas.